# El Grado
El Grado (en aragonés: Lo Grau) es una localidad y un municipio español de la comarca del Somontano de Barbastro, provincia de Huesca, Aragón. El casco urbano del núcleo homónimo está situado en el declive de un cerro, en la margen derecha del río Cinca, muy cerca del pantano de El Grado. Su distancia a Huesca es de 69 km. El término municipal limita al oeste con el de Hoz y Costean, al sur con Estada, al este con Olvena, La Puebla de Castro y Secastilla, y al norte con Naval.

## Geografía

### Núcleos asociados
Artasona, Coscojuela de Fantova y Enate.

## Historia
- Constanza de Antillón la dio como dote a su hija Teresa, cuando ésta casó con el infante Alfonso, futuro Alfonso IV de Aragón (ARCO, Escudos heráldicos, p. 117).
- El año 1512 Antonio de Espluga, señor de El Grado, vendió tal lugar a la ciudad de Zaragoza (FALCÓN, 1, 339).
- Obispado de Lérida hasta 1571, que pasó al de Barbastro
- Se le unen (1845) Artasona y Enate. Y (1970 - 1980) Coscojuela de Fantova.

## Economía
El municipio de El Grado tradicionalmente ha tenido como recursos los derivados del sector primario (agricultura y ganadería). Actualmente se ha promovido la producción de vino amparado bajo la Denominación de origen (DO) Somontano. Desde los años 1970 se ha añadido con fuerza el sector servicios, derivados de la presa de El Grado II, sobre el río Cinca, y la industria hostelera, gracias a que El Grado es la población mejor comunicada con el santuario de Torreciudad.

### Evolución de la deuda viva
El concepto de deuda viva contempla sólo las deudas con cajas y bancos relativas a créditos financieros, valores de renta fija y préstamos o créditos transferidos a terceros, excluyéndose, por tanto, la deuda comercial.
| Gráfica de evolución de la deuda viva del ayuntamiento entre 2008 y 2014                             |
| |
| Deuda viva del ayuntamiento en miles de Euros según datos del Ministerio de Hacienda y Ad. Públicas. |

La deuda viva municipal por habitante en 2014 ascendía a 898,85 €.

## Administración y política
| Período   | Alcalde                | Partido |  |
| --------- | ---------------------- | ------- |  |
| 1979-1983 | Manuel Olivar Fuster   | UCD     |  |
| 1983-1987 | Julio Turmo Lacambra   | PSOE    |  |
| 1987-1991 | Antonio Cama Lacambra  | PSOE    |  |
| 1991-1995 | Antonio Cama Lacambra  | PSOE    |  |
| 1995-1999 | Joaquín Paricio Casado | PP      |  |
| 1999-2003 | Joaquín Paricio Casado | PP      |  |
| 2003-2007 | Joaquín Paricio Casado | PP      |  |
| 2007-2011 | Joaquín Paricio Casado | PP      |  |
| 2011-2015 | Joaquín Paricio Casado | PP      |  |
| 2015-2019 | Laura Puyal Sánchez    | PP      |  |

| Partido político    | Partido político                                   | 2003   | 2007   | 2011   | 2015   |
| Partido político    | Partido político                                   | Ediles | Ediles | Ediles | Ediles |
|                     | Partido Popular de Aragón (PP)                     | 5      | 4      | 4      | 3      |
|                     | Partido de los Socialistas de Aragón (PSOE-Aragón) | 2      | 2      | 2      | 2      |
|                     | Partido Aragonés (PAR)                             | —      | —      | 1      | 2      |
|                     | Chunta Aragonesista (CHA)                          | —      | 1      | —      | —      |
| Total de concejales | Total de concejales                                | 7      | 7      | 7      | 7      |

## Demografía
El Grado cuenta con una población de 386 habitantes (INE 2024).
| Gráfica de evolución demográfica de El Grado entre 1842 y 2021 |
| |
| Población de derecho según los censos de población del INE Población de hecho según los censos de población del INEEn este censo se denominaba Grado y el monte de San Traute: 1842 Entre el censo de 1857 y el anterior, crece el término del municipio porque incorpora a 225017 (Artasona) y 225088 (Enate) Entre el censo de 1981 y el anterior, crece el término del municipio porque incorpora a 22091 (Coscojuela de Fantova) |

### Población por núcleos
Desglose de población según el Padrón Continuo por Unidad Poblacional del INE.
| Núcleos               | Habitantes (2014) | Varones | Mujeres |
| --------------------- | ----------------- | ------- | ------- |
| Artasona              | 49                | 28      | 21      |
| Coscojuela de Fantova | 31                | 19      | 12      |
| El Grado              | 275               | 146     | 129     |
| El Tozal              | 10                | 5       | 5       |
| Enate                 | 70                | 33      | 37      |

## Cultura
- El Premio literario Lo Grau es un premio literario para obras en las categorías de narrativa y de poesía en lengua aragonesa promovido por el ayuntamiento de El Grado, con la colaboración del Consello d'a Fabla Aragonesa, quien posteriormente edita los trabajos ganadores, y que se celebraba cada dos años desde el año 1989[15] hasta 2008.
- Cada dos años se celebra el Campeonato Mundial de Parchís organizado por el Ayuntamiento y los Amigos del parchís de Lo Grau (APLG). La última edición fue en 2009.

## Fiestas
Las fiestas locales son pieza clave de la cultura tradicional. En el municipio se celebran las siguientes:
- Fiestas de El Grado en honor de la Virgen de El Viñero (8 de septiembre)
- Fiesta del Turista: en El Grado, el tercer fin de semana de agosto, ya no se celebran.
- Fiestas de Enate (29 de enero), en honor de San Valero.
- Fiestas de Coscojuela de Fantova (Domingo de Pentecostés), en honor de la Virgen del Socorro.
- Fiestas de Artasona (4 de agosto), en honor de Plácido.

Además, se celebran otras fiestas menores:
- Coscojuela de Fantova: San Antón
- Artasona: San Fabián y San Sebastián
- El Grado: San Martín

## Personas destacadas
- Manuel Pardinas Serrano, asesino de Canalejas.